# سیستم عامل ذخیره سازی سازمانی
سیستم‌عامل ذخیره‌سازی سازمانی (Enterprise Storage OS)، همچنین به عنوان ESOS شناخته می‌شود، یک توزیع لینوکس است که به عنوان یک سرور ذخیره سازی سطح بلوک در یک شبکه منطقه ذخیره سازی (SAN) عمل می‌کند. ESOS از پروژه‌های نرم‌افزار منبع باز تشکیل شده‌است که برای توزیع لینوکس و چندین گزینه اختصاصی زمان ساخت و نصب مورد نیاز هستند. پروژه SCST جزء اصلی ESOS است. قابلیت ذخیره سازی Back-end را فراهم می‌کند.

## پلتفرم
ESOS یک توزیع خاص لینوکس است. ESOS برای اجرا بر روی یک درایو فلش USB یا انواع دیگری از رسانه‌های قابل جابجایی مانند حافظه اس‌دی، CompactFlash و غیره در نظر گرفته شده‌است. ESOS یک سیستم عامل مقیم حافظه است: در هنگام بوت، یک فایل سیستم tmpfs به عنوان سیستم فایل روت ساخته می‌شود و اطلاعات درایو فلش USB روی این فایل سیستم کپی می‌شود. فایل‌های پیکربندی و گزارش‌ها به‌طور دوره‌ای روی یک درایو فلش USB (ذخیره‌سازی دائمی) یا با مداخله کاربر در هنگام تغییر پیکربندی نوشته می‌شوند.

## رابط کاربری

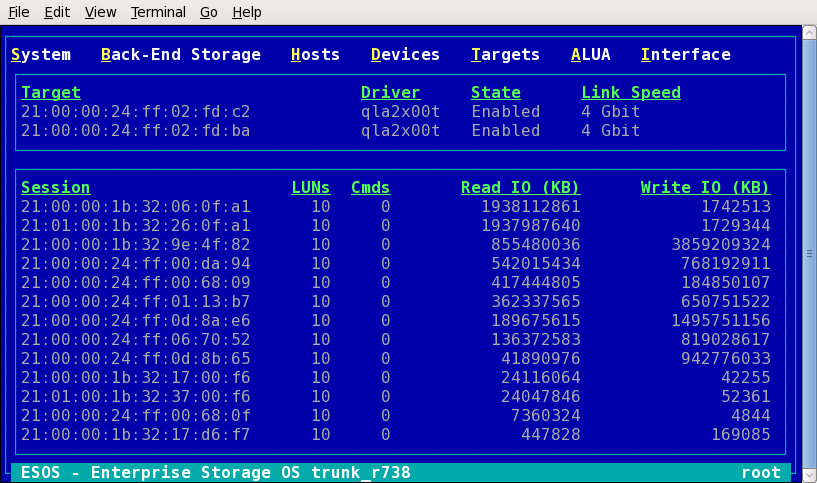
اسکرین شات از صفحه اصلی TUI در ESOS (سیستم عامل Enterprise Storage OS).

ESOS از یک رابط کاربری مبتنی بر متن (TUI) برای مدیریت سیستم، پیکربندی شبکه و ذخیره سازی استفاده می‌کند. TUI مورد استفاده در ESOS به زبان C نوشته شده‌است. از کتابخانه‌های ncurses و CDK استفاده می‌کند.

## اتصال
ESOS از چندین فناوری شبکه فضای ذخیره سازی مختلف پشتیبانی می‌کند. این قابلیت‌ها توسط SCST و درایورهای شخص ثالث که سازندگان دیگر برای SCST توسعه داده‌اند پشتیبانی می‌شوند:
- کانال فیبر: HBAهای QLogic به‌طور بومی پشتیبانی می‌شوند، و Emulex OneConnect FC HBA را می‌توان با یک گزینه زمان ساخت پشتیبانی کرد[۹]
- InfiniBand و Mellanox و QLogic و Chelsio IB HCAها، پشتیبانی می‌شوند.
- کانال فیبر روی اترنت (FCoE): این پروتکل را یک نرم‌افزار که از کارت‌های شبکه که از قابلیت‌های DCB/DCBX پشتیبانی می‌کند.
- iSCSI: روی هر روش ارتباطی IP که توسط ESOS پشتیبانی می‌شود (اترنت، IPoIB) کار می‌کند.

## ذخیره سازی
پروژه‌های نرم‌افزار منبع باز و سخت‌افزار سرور محاسباتی کالا برای ارائه فضای ذخیره‌سازی زیربنایی مورد استفاده توسط رابط‌های هدف استفاده می‌شوند:
- Btrfs , XFS و ext4 همگی قایل سیستم‌های پشتیبانی شده برای دیسک مجازی هستند که با کنترل‌کننده دستگاه «vdisk_fileio» استفاده می‌شوند.
- کنترل‌کننده‌های RAID سخت‌افزاری مدرن و محبوب LSI، Adaptec، HP و Areca نیز در ESOS پشتیبانی می‌شوند.
- خوشه‌بندی و پشتیبانی با دسترسی بالا توسط نرم‌افزار Pacemaker و Cluster Corosync امکان‌پذیر است.
- DRBD به‌طور کامل برای تسهیل ایجاد کپی بین سرورهای ذخیره سازی ESOS و/یا ایجاد خوشه‌های سرور ذخیره سازی اضافی ESOS پشتیبانی می‌شود.
- پشتیبانی از کتابخانه نوار مجازی (VTL) توسط پروژه mhVTL.
- سه راه حل حافظه کش SSD: EnhanceIO , bcache، و dm-cache (lvmcache).
- سایر عملکردهای ذخیره سازی بلوک شامل ذخیره سازی اچ اس ام از طریق پروژه BTIER و Ceph RBD است.

## نصب و راه اندازی
تفاوت ESOS با توزیع‌های محبوب لینوکس در این است که هیچ تصویر ISO قابل راه‌اندازی ارائه نمی‌شود. ESOS از یک فایل بایگانی تشکیل شده‌است که بر روی یک رایانه محلی با سیستم عامل پشتیبانی شده (لینوکس، ویندوز یا Mac OS X) ایجاد می‌شود. رایانه اصلی فقط برای نصب تصویر ESOS در درایو فلش USB (یا سایر موارد) استفاده می‌شود. کاربران ESOS آرشیو را استخراج کرده و اسکریپت نصب ESOS را اجرا می‌کنند. اسکریپت نصب کننده ESOS از کاربر می‌خواهد دستگاه مورد نظر نصب را انتخاب کند، اسکریپت فایل‌های مورد نیاز را می‌سازد و به کاربران اجازه می‌دهد تا ابزارهای کنترلر اختصاصی CLI RAID را در درایو فلش USB ESOS نصب کنند.

## تغییر مجوز
در ۱۶ ژانویه ۲۰۱۹ مجوز پروژه ESOS از مجوز عمومی عمومی گنو (GPL) به مجوز آپاچی، نسخه ۲٫۰ تغییر یافت.